# Polyscias mauritiana
Polyscias mauritiana är en araliaväxtart som beskrevs av Wessel Marais. Polyscias mauritiana ingår i släktet Polyscias och familjen Araliaceae. Inga underarter finns listade.